# Jorge Luis Caballero
Jorge Luis Caballero Torres o Jorge Caballero (25 de enero de 1994, Monterrey, México) es un futbolista mexicano que juega como Defensa.
Fue campeón del mundo Sub-17 en 2011, y fue pieza fundamental para el título jugando todos los partidos y haciendo sólida la defensa mexicana. Actualmente juega con Atlético Reynosa de la Serie A de México.

## Selección nacional

### Participaciones en Copas del Mundo
| Mundial                     | Sede   | Resultado | Partidos | Goles |
| --------------------------- | ------ | --------- | -------- | ----- |
| Copa Mundial Sub-17 de 2011 | México | Campeón   | 7        | 0     |

## Clubes
| Club                 | País   | Año             |
| -------------------- | ------ | --------------- |
| CF Monterrey         | México | 2011 - 2015     |
| CF Monterrey Premier | México | 2015 - 2017     |
| Atlético Reynosa     | México | 2017 - Presente |

## Palmarés

### Campeonatos internacionales
| Título                        | Equipo                               | Sede   | Año     |
| ----------------------------- | ------------------------------------ | ------ | ------- |
| Copa Mundial de Fútbol Sub-17 | Selección de fútbol sub-17 de México | México | 2011    |
| Concacaf Liga Campeones       | Club de Fútbol Monterrey             | México | 2012-13 |